# Spas-Děmensk
Spas-Děmensk (rusky Спас-Деме́нск) je město v Kalužské oblasti v Ruské federaci. Při sčítání lidu v roce 2010 měl bezmála pět tisíc obyvatel.

## Poloha a doprava
Spas-Děmensk leží přibližně kilometr severně od Bolvy, levého přítoku Desny v povodí Dněpru. V rámci Kalužské oblasti leží na západě a od Kalugy, správního střediska federace, je vzdálen přibližně dvě stě kilometrů. Bližší velká města jsou Kirov přibližně čtyřicet kilometrů jihovýchodně a Děsnogorsk, který je vzdálen přibližně šedesát kilometrů jihozápadně a leží už v sousední Smolenské oblasti.
Přímo přes Spas-Děmensk prochází železniční trať z Tuly do Smolensku. Přibližně deset kilometrů jihovýchodně od města prochází dálnice A130 z Moskvy přes Juchnov do Roslavlu.

## Dějiny
První zmínka je z roku 1494, kdy se zdejší osada jmenovala Děmensk (Деме́нск). K rozšíření názvu došlo došlo v roce 1855 podle zde postaveného kostela Vykupitele (rusky Spas).
V 19. století byl Spas-Děmensk důležitý zejména jako středisko pěstování a obchodu s konopím.
V roce 1917 získal Spas-Děmensk městská práva.
Během druhé světové války byl Spas-Děmensk obsazen německou armádou, která zde měla dočasně i velitelství. Rudá armáda město dobyla zpět až 13. srpna 1943 v rámci operace Suvorov.